# Pycnostachys
Pycnostachys es un género con 84 especies de plantas con flores de la familia Lamiaceae. Es originario de África.

## Algunas especies
- Pycnostachys abyssinica Fresen., Flora 2: 608 (1838).
- Pycnostachys angolensis G.Taylor, J. Bot. 69(Suppl. 2): 164 (1931).
- Pycnostachys batesii Baker in D.Oliver & auct. suc. (eds.), Fl. Trop. Afr. 5: 386 (1900).